# Fox-Warner
Fox-Warner is de Zwitserse distributeur van films van 20th Century Fox en Warner Bros. Pictures. Het verdeelt ook de films van Metro-Goldwyn-Mayer en New Line Cinema. De onderneming wordt bestuurd als een joint venture tussen de twee filmgrootheden.